# Never Gone Tour
Il Never Gone Tour è una serie di concerti del 2005 della band statunitense dei Backstreet Boys che contiene otto canzoni dal loro album Never Gone, e tutte le canzoni contenute nel loro greatest hits del 2001 Greatest Hits: Chapter One. L'apertura dei tour fu affidata a gruppi come The Click Five, Kaci Brown, e Seminole County.
Solo pochi anni dopo, i fan si ritrovarono con il concetto di ultimo tour della band con la partecipazione di Kevin Richardson. Il ragazzo infatti lasciò la band nel giugno 2006 per proseguire la sua carriera in altri interessi.

## Scaletta
1. The Call
2. My Beautiful Woman
3. More Than That
4. Climbing the Walls (Nick Carter alla chitarra)
5. Shape of My Heart
6. (Video: Millennium) sottofondo: Don't want you back
7. The One
8. I Still
9. I Want It That Way
10. Show Me the Meaning of Being Lonely
11. Larger Than Life
12. Siberia
13. (Video: We've Got It Goin' On)
14. All I Have to Give
15. As Long as You Love Me
16. I'll Never Break Your Heart
17. Just Want You to Know (Nick Carter alla chitarra)
18. Crawling Back to You
19. Drowning
20. Quit Playin' Games (With My Heart)
21. (Video: Never Gone) sottofondo: Never Gone
22. Weird World (Kevin Richardson al piano)
23. Incomplete (Kevin Richardson al piano)

Ripresa finale:
1. Everybody (Backstreet's Back)

## Date del tour
The Never Gone Tour è iniziato il 22 luglio 2005 ed è terminato il 2 febbraio 2006. Nella prima parte del viaggio i Backstreet Boys si sono dedicati al Nord America (22 luglio 2005 - 12 settembre 2005), nella seconda all'Europa, (28 settembre 2005 - 11 novembre 2005), toccando tra l'altro anche l'Italia per, inizialmente, tre date, poi ridotte a due a causa dei pochi acquisti dei biglietti per la tappa di Bolzano, e la terza ed ultima parte all'Australia (28 gennaio 2006 - 2 febbraio 2006).
| Data              | Città                 | Paese       | Sede                                  |
| ----------------- | --------------------- | ----------- | ------------------------------------- |
| Nord America      |                       |             |                                       |
| 22 luglio 2005    | West Palm Beach       | Stati Uniti | Sound Advice Amphitheatre             |
| 23 luglio 2005    | Tampa                 | Stati Uniti | Ford Amphitheatre                     |
| 24 luglio 2005    | Atlanta               | Stati Uniti | Gwinnett Arena                        |
| 26 luglio 2005    | Cleveland             | Stati Uniti | Tower City Theater                    |
| 27 luglio 2005    | New York              | Stati Uniti | Radio City Music Hall                 |
| 29 luglio 2005    | Atlantic City         | Stati Uniti | Borgata Hotel Spa and Casino          |
| 30 luglio 2005    | Wantagh               | Stati Uniti | Jones Beach Amphitheater              |
| 31 luglio 2005    | Holmdel               | Stati Uniti | PNC Bank Arts Center                  |
| 2 agosto 2005     | Toronto               | Canada      | Molson Amphitheatre                   |
| 3 agosto 2005     | Detroit               | Stati Uniti | DTE Energy Music Theatre              |
| 4 agosto 2005     | Buffalo               | Stati Uniti | Darien Lakes Amphitheatre             |
| 6 agosto 2005     | Washington            | Stati Uniti | Nissan Pavilion                       |
| 7 agosto 2005     | Saratoga Springs      | Stati Uniti | SPAC                                  |
| 9 agosto 2005     | Wallingford           | Stati Uniti | CTNow.com Theatre                     |
| 10 agosto 2005    | Portland              | Canada      | Cumberland County Civic Center        |
| 12 agosto 2005    | Hershey               | Stati Uniti | Star Pavilion at Hersheypark Stadium  |
| 13 agosto 2005    | Camden                | Stati Uniti | Tweeter Center at the Waterfront      |
| 14 agosto 2005    | Boston                | Stati Uniti | Tweeter Center                        |
| 16 agosto 2005    | Cincinnati            | Stati Uniti | Riverbend Music Center                |
| 17 agosto 2005    | Pittsburgh            | Stati Uniti | Post Gazette Pavilion                 |
| 19 agosto 2005    | Chicago               | Stati Uniti | Lakeside Pavilion at Northerly Island |
| 20 agosto 2005    | Minneapolis           | Stati Uniti | US Bank Theater at Target Center      |
| 21 agosto 2005    | Kansas City           | Stati Uniti | Verizon Wireless Amphitheater         |
| 23 agosto 2005    | Loveland              | Stati Uniti | Budweiser Events Center               |
| 25 agosto 2005    | Las Vegas             | Stati Uniti | Mandalay Bay                          |
| 26 agosto 2005    | Phoenix               | Stati Uniti | Dodge Theatre                         |
| 27 agosto 2005    | Chicago               | Stati Uniti | Mandalay Bay                          |
| 30 agosto 2005    | Concord               | Stati Uniti | Chronicle Pavilion                    |
| 31 agosto 2005    | Sacramento            | Stati Uniti | Sleep Train Amphitheatre              |
| 2 settembre 2005  | Portland              | Stati Uniti | Clark County Amphitheater             |
| 3 settembre 2005  | Vancouver             | Canada      | GM Place                              |
| 4 settembre 2005  | Kelowna               | Canada      | Prospera Place                        |
| 5 settembre 2005  | Calgary               | Canada      | Pengrowth Saddledome                  |
| 7 settembre 2005  | Winnipeg              | Canada      | MTS Arena                             |
| 10 settembre 2005 | Kitchener             | Canada      | Auditorium                            |
| 11 settembre 2005 | Londra                | Canada      | John Labatt Centre                    |
| 12 settembre 2005 | Ottawa                | Canada      | Corel Centre                          |
| 13 settembre 2005 | Montréal              | Canada      | Bell Centre                           |
| Europa            |                       |             |                                       |
| 28 settembre 2005 | Stoccolma             | Svezia      | The Globe                             |
| 29 settembre 2005 | Oslo                  | Norvegia    | Spektrum                              |
| 2 ottobre 2005    | Helsinki              | Finlandia   | Hartwall Arena                        |
| 4 ottobre 2005    | Aalborg               | Danimarca   | Gigantum                              |
| 5 ottobre 2005    | Amburgo               | Germania    | Colorline Arena Hamburg               |
| 6 ottobre 2005    | Dresda                | Germania    | Messehalle                            |
| 8 ottobre 2005    | Stoccarda             | Germania    | Schleyer-Halle                        |
| 9 ottobre 2005    | Zurigo                | Svizzera    | HallenStadion                         |
| 10 ottobre 2005   | Milano                | Italia      | Forum                                 |
| 12 ottobre 2005   | Rotterdam             | Paesi Bassi | Ahoy                                  |
| 13 ottobre 2005   | Mannheim              | Germania    | Sap 3 Arena                           |
| 14 ottobre 2005   | Monaco di Baviera     | Germania    | Olympiahalle                          |
| 16 ottobre 2005   | Berlino               | Germania    | Max Schmelling Halle                  |
| 17 ottobre 2005   | Oberhausen            | Germania    | Konig Arena                           |
| 18 ottobre 2005   | Bruxelles             | Belgio      | Foret National                        |
| 20 ottobre 2005   | Londra                | Regno Unito | Wembley Pavilion                      |
| 21 ottobre 2005   | Londra                | Regno Unito | Wembley Pavilion                      |
| 23 ottobre 2005   | Dublino               | Irlanda     | Point                                 |
| 25 ottobre 2005   | Birmingham            | Regno Unito | NEC                                   |
| 26 ottobre 2005   | Manchester            | Regno Unito | MEN Arena                             |
| 29 ottobre 2005   | Hannover              | Germania    | TUI Arena                             |
| 30 ottobre 2005   | Colonia               | Germania    | Arena                                 |
| 31 ottobre 2005   | Friburgo in Brisgovia | Germania    | Arena                                 |
| 2 novembre 2005   | Bologna               | Italia      | TBD                                   |
| 4 novembre 2005   | Friedrichshafen       | Germania    | Messehalle                            |
| 8 novembre 2005   | Barcellona            | Spagna      | Pavelló Olímpic Badalona              |
| 9 novembre 2005   | Madrid                | Spagna      | Arena                                 |
| 11 novembre 2005  | Lisbona               | Portogallo  | Pavilhão Atlantico                    |
| Australia         |                       |             |                                       |
| 28 gennaio 2006   | Brisbane              | Australia   | Entertainment Centre                  |
| 30 gennaio 2006   | Montréal              | Australia   | Entertainment Centre                  |
| 1º febbraio 2006  | Adelaide              | Australia   | Entertainment Centre                  |
| 2 febbraio 2006   | Melbourne             | Australia   | Rod Laver Arena                       |